# تهویه (معماری)

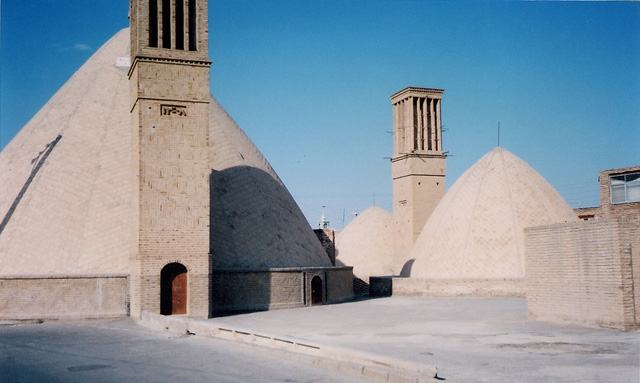
آب انبار (مخزن آب) با گنبد دو جداره و بادگیر (دهانه های نزدیک به بالای برج) در شهرستان کویر مرکزی نائین ، ایران. بادگیرها نوعی تهویه طبیعی هستند.

تهویه در معماری (حرف V برگرفته از Ventilation در اچ‌وی‌ای‌سی یا HVAC) به فرایند پردازش یا جایگزینی هوا در هر مکانی که خواهان فراهم نمودن کیفیت هوای بالا در داخل ساختمان باشد گفته می‌شود. این می‌تواند شامل تأمین هوای تازه، بیرون کردن دی اکسید کربن و گرد و خاک، رطوبت، دود، باکتری‌ها و گرما باشد. تهویه هوا برای بیرون راندن بوی ناخوشایند و رطوبت هوا و ایجاد چرخه در هوای راکد اتاق‌ها استفاده می‌شود.
حمام و آشپزخانه مکان‌هایی هستند که معمولاً از سامانه تهویه استفاده می‌کنند. سامانه تهویه طبیعی به سامانه‌ای گفته می‌شود که بدون نیاز به ابزار مکانیکی، هوای ساختمان را تهویه کند.

## نرخ تهویه برای کیفیت هوای داخلی

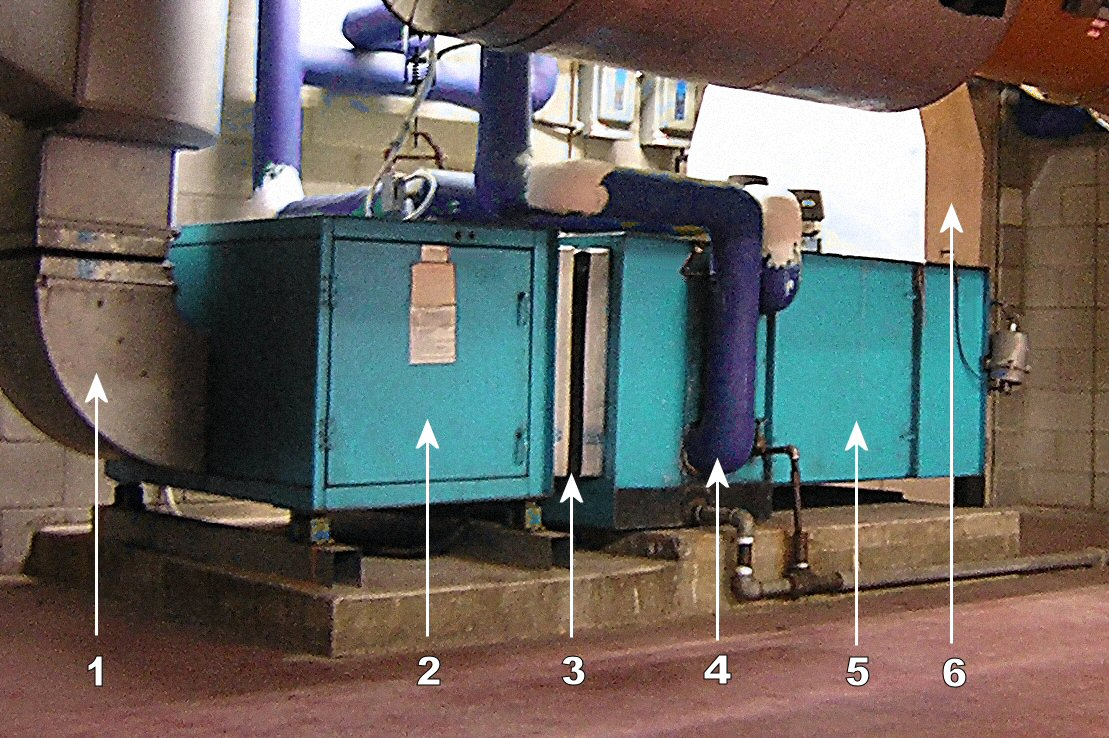
در یک هواساز که برای خنک کاری و گرم کردن از یک دستگاه استفاده می‌شود.

میزان تهویه ، برای ساختمانهای CII ، به طور معمول با جریان حجمی هوای خارج ، که به ساختمان وارد می شود ، بیان می شود. واحدهای معمولی مورد استفاده فوت مکعب در دقیقه (CFM) یا لیتر در ثانیه (L / s) است. میزان تهویه را می توان به ازای هر نفر یا واحد سطح زمین مانند CFM / p یا CFM / ft² یا با تغییر هوا در ساعت (ACH) نیز بیان کرد.

### استانداردهای ساختمانهای مسکونی
برای ساختمانهای مسکونی ، که بیشتر برای تأمین نیازهای تهویه خود به نفوذ متکی هستند ، یک معیار اندازه گیری معمول تهویه میزان تغییر هوا (یا تغییرات هوا در ساعت ) است ،نرخ تهویه ساعتی تقسیم بر حجم فضا ( I یا ACH ؛ واحد از ۱ در هر ساعت) در طول زمستان ، ACH ممکن است از ۰.۵۰ تا ۰.۴۱ در یک خانه  تا ۱.۱۱ تا ۱.۴۷ در یک خانه دارای هوای آزاد باشد.

### روش سرعت تهویه
روش تهویه بر اساس استاندارد است و سرعت تصفیه هوا به یک فضا و وسایل مختلف برای تهویه هوا را تجویز می کند. کیفیت هوا ارزیابی می شود (از طریق اندازه گیری CO ۲ ) و نرخ تهویه از طریق محاسبه ریاضی با استفاده از ثابت ها بدست می آید. کیفیت هوای داخلی از یک یا چند دستورالعمل برای تعیین غلظت قابل قبول برخی از آلاینده ها در هوای محیط بسته استفاده می‌شود.

## تهویه طبیعی
سه نوع تهویه طبیعی در ساختمان ها وجود دارد: تهویه بادی ، جریان های تحت فشار و تهویه پشته ای .  فشارهای ایجاد شده توسط " اثر پشته " به شناوری هوای گرم یا افزایش‎‌یافته متکی هستند. تهویه باد محور به نیروی باد غالب برای کشیدن و فشار دادن هوا از طریق فضای بسته و همچنین از طریق شکاف در ساختمان متکی است.۹-۱۰
تقریباً همه بناهای تاریخی به طور طبیعی تهویه می شدند.  این روش به طور گسترده ای در اواخر قرن ۲۰ در ساختمان‌های بزرگ ایالات متحده آمریکا رها شد زیرا استفاده از تهویه مطبوع گسترده تر شد. با این حال ، با ظهور نرم افزار پیشرفته شبیه سازی عملکرد ساختمان (BPS) ، سیستم های اتوماسیون ساختمان (BAS) ، الزامات در طراحی انرژی و محیط زیست (LEED) و تکنیک های بهتر تولید پنجره بهبود یافته است.
از مزایای تهویه طبیعی می توان به موارد زیر اشاره کرد:
- کیفیت هوای داخلی بهبود یافته (IAQ)

- ذخیره انرژی

- کاهش انتشار گازهای گلخانه ای

تکنیک ها و ویژگی های معماری مورد استفاده برای تهویه ساختمان ها و سازه ها به طور طبیعی شامل موارد زیر است:
- پنجره ها

- تهویه شب برای پاکسازی

- پنجره های مشبک و نورگیرهای منفذ

- جهت گیری ساختمان

## تهویه مکانیکی
تهویه مکانیکی ساختمان‌ها و سازه ها با استفاده از تکنیک های زیر قابل اجراء است:
- تهویه تمام خانه
- تهویه مخلوط کردن
- تهویه جابجایی
- تأمین هوای زیرآبی اختصاصی

## تهویه هوشمند
تهویه هوشمند فرآیندی است برای تنظیم مداوم سیستم تهویه به موقع ، و به صورت اختیاری براساس مکان ، برای تأمین منافع مطلوب باتوجه به حداقل رساندن مصرف انرژی ، قبوض آب و برق و سایر هزینه های غیر IAQ (مانند ناراحتی حرارتی یا سر و صدا). یک سیستم تهویه هوشمند میزان تهویه را به موقع یا بر اساس مکان در یک ساختمان تنظیم می کند تا به یک یا چند مورد زیر پاسخ دهد: اشغال ، شرایط حرارتی و کیفیت هوا در فضای باز ، نیاز به شبکه برق ، سنجش مستقیم آلاینده ها ، عملکرد سایر هوا در حال حرکت و سیستم های تمیز کننده هوا. علاوه بر این ، سیستم های تهویه هوشمند می توانند اطلاعاتی را در مورد مصرف انرژی عملیاتی و کیفیت هوای داخل ساختمان به صاحبان ساختمان ، ساکنان و مدیران ارائه دهند و همچنین در صورت نیاز به تعمیر یا موارد دیگر آن را به سرعت به شما اطلاع دهند.

## محاسبه میزان تهویه استاندارد
دستورالعمل های تهویه بر اساس حداقل میزان تهویه مورد نیاز برای حفظ سطح قابل قبول از میزان گاز های موجود در هوای یک محیط است. از دی اکسید کربن به عنوان یک گاز مرجع استفاده می شود ، زیرا این گاز با بیشترین میزان انتشار با مقدار نسبتاً ثابت ۰.۰۰۵ لیتر/ثانیه در حال انتشار است. پس با توجه به موارد یاد شده داریم:
Q = G / (C i - C a )
- Q = میزان تهویه لیتر بر ثانیه
- G = میزان تولید CO ۲
- C i = غلظت قابل قبول CO ۲ در محیط بسته
- C a = غلظت CO ۲ محیط [۹]